# Marek Dupnica
Futbolen Kłub Marek Dupnica (bułg. Футболен Клуб Марек Дупница) – bułgarski klub piłkarski założony w 1947 roku. 

## Historia
Chronologia nazw:
- 1947: FD Marek Dupnica (bułg. ФД [Физкултурно дружество] Марек (Дупница)) – po fuzji klubów Atletik Dupnica, Lewski Dupnica, Sławia Dupnica i ŻSK Dupnica
- 1948: FD Marek Stanke Dimitrow (bułg. ФД Марек (Станке Димитров))
- 1949: DSO Czerweno zname Marek (bułg. ДСО [Доброволна спортна организация] Червено знаме (Марек))
- 1950: DSO Czerweno zname Stanke Dimitrow (bułg. ДСО Червено знаме (Станке Димитров))
- 1954: DSO Dinamo Stanke Dimitrow (bułg. ДСО Динамо (Станке Димитров))
- 1956: DSO Czerweno zname Stanke Dimitrow ((bułg. ДСО Червено знаме (Станке Димитров))
- 1957: DFS Marek Stanke Dimitrow (bułg. ДФС [Дружество за физкултура и спорт] Марек (Станке Димитров))
- 1986: FK Riła Stanke Dimitrow (bułg. ФК Рила (Станке Димитров))
- 1989: FK Marek Stanke Dimitrow (bułg. ФК Марек (Станке Димитров))
- 1990: FK Marek Dupnica (bułg. ФК Марек (Дупница))
- 1992: FK ASL Dupnica (bułg. ФК АСЛ 1919 (Дупница))
- 1993: FK Dupnica (bułg. ФК Дупница (Дупница))
- 1994: FK Marek Dupnica (bułg. ФК Марек (Дупница))
- 2010: klub rozwiązano
- 2010: FK Marek 2010 Dupnica (bułg. ФК Марек 2010 (Дупница))
- 2015: klub rozwiązano
- 2015: FK Marek 2015 Dupnica (bułg. ФК Марек 2015 (Дупница))

Klub sportowy Marek został założony w Dupnicy w 1947 roku w wyniku połączenia czterech innych zespołów z Dupnicy - Atletiku, Sławii, ŻSK i Lewskiego. Pod obecną nazwą klub występuje od kwietnia 1994 roku.
Zespół największe sukcesy odnosił pod koniec lat 70. i na początku 80. W sezonie 1976-1977 zajął w lidze trzecie miejsce, najwyższe w historii, a rok później po zwycięstwie nad CSKA Sofia zdobył Puchar Armii Sowieckiej. W tamtym czasie Marek występował w międzynarodowych rozgrywkach. Do najczęściej przywoływanych wyników z tamtego okresu należy wygrana 2:0 z Bayernem Monachium w Pucharze UEFA.
Pod koniec lat 80. zespół spadł do II ligi, a kilka sezonów później zawitał w trzeciej. Powrót do ekstraklasy wywalczył w sezonie 2000-2001. Od tamtego czasu celem nadrzędnym kolejnych trenerów jest obrona przed spadkiem. Na koniec rozgrywek 2005-2006 Marek zajął jedenastką lokatę.
Od maja 2006 roku szkoleniowcem drużyny był Stojan Kocew, były trener Slavii Sofia i młodzieżowej reprezentacji Bułgarii. Zastąpił na tym stanowisku piłkarską legendę Marka Saszo Pargowa.
W 2010 klub został postawiony w stan upadłości, a na jego miejscu powstał amatorski FK Marek 2010, ((bułg.) ФК „Марек 2010”), który przejął stadion i barwy klubowe.

## Sukcesy
- Mistrzostwa Bułgarii
  - 3. miejsce (2): 1948, 1976/1977
- II liga
  - mistrzostwo (1): 2014
- Puchar Bułgarii
  - zwycięstwo (1): 1978

## Europejskie puchary
Legenda do wszystkich tabel:
- Q – runda eliminacyjna, 1/16, 1/8, 1/4, 1/2 – odpowiednia faza rozgrywek, Grupa – runda grupowa, 1r gr – pierwsza runda grupowa, 2r gr – druga runda grupowa, F – finał, R – runda, PO – play-off
- k. – rzuty karne, los. – losowanie, Dogr. – dogrywka, w. – zasada bramek strzelonych na wyjeździe

| Sezon   | Rozgrywki                 | Runda | Klub             | Dom | Wyjazd | Ogólnie |
| ------- | ------------------------- | ----- | ---------------- | --- | ------ | ------- |
| 1977/78 | Puchar UEFA               | 1R    | Ferencvárosi TC  | 3–0 | 0–2    | 3–2     |
| 1977/78 | Puchar UEFA               | 2R    | Bayern Monachium | 2–0 | 0–3    | 2–3     |
| 1978/79 | Puchar Zdobywców Pucharów | 1R    | Aberdeen         | 3–2 | 0–3    | 3–5     |
| 2002    | Puchar Intertoto          | 1R    | Caersws          | 2–0 | 1–1    | 3–1     |
| 2002    | Puchar Intertoto          | 2R    | FC Aszdod        | 1–0 | 1–1    | 2–1     |
| 2002    | Puchar Intertoto          | 1/8   | NK Slaven Belupo | 0–3 | 1–3    | 1–6     |
| 2003    | Puchar Intertoto          | 1R    | Videoton         | 1–1 | 2–2    | 3–3, w. |
| 2003    | Puchar Intertoto          | 2R    | VfL Wolfsburg    | 1–1 | 0–2    | 1–3     |
| 2004    | Puchar Intertoto          | 1R    | Dila Gori        | 0–0 | 2–0    | 2–0     |
| 2004    | Puchar Intertoto          | 2R    | KRC Genk         | 0–0 | 1–2    | 1–2     |

## Stadion
Stadion Bonczuk w Dupnicy może pomieścić 16 tysięcy widzów.